# Altendorfer Kreditbank

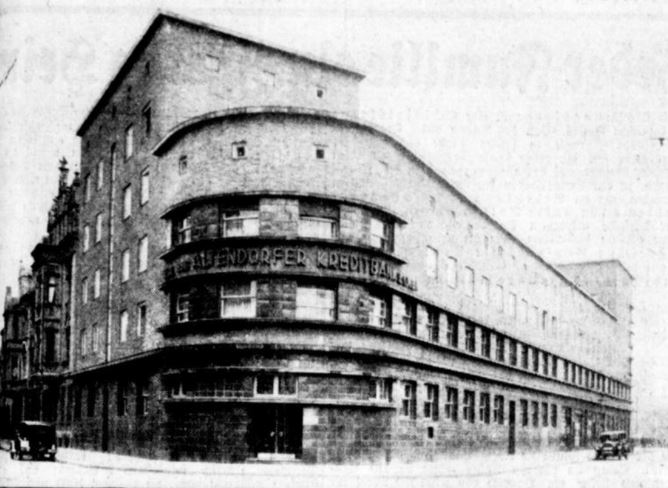
Ehemaliges Hauptgebäude an der Frohnhauser Straße/Ecke Brezeliusstraße in Essen

Die Altendorfer Kreditbank war zwischen 1896 und 1932 eine deutsche Genossenschaftsbank mit Sitz in Essen.

## Geschichte

### Gründung und Aufgaben
Am 15. Juli 1896 wurde auf Anregung des Bürgermeisters der Bürgermeisterei Altendorf, Wilhelm Kerckhoff und seinem Sohn Edmund, die Altendorfer Kreditbank eGmbH gegründet. Damit war zu Anfang Wilhelm Kerckhoff Vorsitzender des Aufsichtsrats. 1901 wurde die Bürgermeisterei, zu der die heutigen Stadtteile Altendorf, Frohnhausen und Holsterhausen gehörten, zur Stadt Essen eingemeindet. Die Bank nahm im August 1896 ihren Betrieb auf und schloss sich der Rheinischen Genossenschaftsbank zu Köln an, um sich die Vorteile des Zentralkreditinstituts in Berlin, welches nur Geld an Genossenschaftsverbände vergab, zu Nutze zu machen. Zweck der Gründung der Altendorfer Kreditbank war die Annahme und Verzinsung von Einnahmen, Einziehung geschäftlicher Forderungen der Mitglieder, Gewährung von Krediten und Diskontierung von Wechseln. So sollte die Bank zur Entwicklung des Handwerks und Kleingewerbes in der Region beitragen.

### Standorte
In den ersten Monaten nach Gründung befanden sich die Geschäftsräume in der Privatwohnung des Bürgermeisters Kerckhoff in seiner Villa auf einem Teil des heutigen Riehlparks. Im Dezember 1896 wurde die Geschäftsstelle in die nahe Margaretenstraße im heutigen Essener Stadtteil Frohnhausen verlegt. Am 1. Oktober 1900 eröffnete der neue Sitz der Altendorfer Kreditbank in der Liebigstraße 4, ebenfalls in Frohnhausen. 1906 gehörten Edmund Kerckhoff, Wilhelm Pottgießer, Albert Hasenkamp und Wilhelm Römer dem Bankenvorstand an. Im März 1912 wurde ein Haus in der Frohnhauser Straße 177 als neues Bankhaus angekauft. Der Umzug dorthin wurde im August des Jahres vollzogen.
Nach wirtschaftlichen Einbrüchen in den Jahren der Deutschen Inflation von 1914 bis 1923 erholte sich die Bank wieder. Sie hatte sich unter anderem einen Reservefonds angelegt. So lagen die Spareinlagen 1927 wieder über Vorkriegsniveau, das Geschäftskapital stieg ebenso deutlich an wie die Mitgliederzahl. Der Umbau des Bankgebäudes im Jahr 1926 entsprach bereits zwei Jahre danach nicht mehr dem gestiegenen Geschäftsverkehr, so dass man zwei weitere Filialen einrichtete, eine in der Gemarkenstraße 60 in Holsterhausen (eröffnet am 28. Mai 1928) und eine in der Altendorfer Straße 289 in Altendorf (eröffnet am 18. September 1928). Die Altendorfer Kreditbank galt nun als älteste Genossenschaftsbank des Industriebezirks.
Wegen des gestiegenen Geschäftsverkehrs, aber auch um der Konkurrenz zeitgemäß entgegentreten zu können, wurde ein Neubau an der Frohnhauser Straße/Ecke Brezeliusstraße als architektonischer Anschluss an den bereits bestehenden Sparkassenbau geplant, dessen Entwurf des Architekten Wilhelm Römer im Dezember 1928 behördlich genehmigt wurde. Neben den Geschäftsräumen erhielt es in den oberen Etagen Wohnungen. Die Eröffnung des neuen Hauptgebäudes fand am 10. April 1930 mit Ehrengästen und einem Festakt im durch eine Eingangshalle erreichbaren Kassenraum statt. Es bestand aus Eisenbeton und war an den Frontseiten mit Keramik und Eisenklinkern verblendet. Der Haupteingang befand sich an der Straßenecke im abgerundeten Gebäudeteil mit großer Leuchtschrift. Der 17 mal 11 Meter große Kassenraum hatte in Eichenholz vertäfelte Wände und Türen sowie Eichenholzmöbel. Die elektrischen, dekorativen Leuchtkörper konnten bei Stromausfall durch eine Notbeleuchtung ersetzt werden. Zudem gab es einen Münzfernsprecher. Das Direktionszimmer sowie das benachbarte Sitzungszimmer besaßen eine Vertäfelung aus kaukasischem Nussbaumholz. Der im Kellergeschoss befindliche Tresorraum entsprach den damals aktuellen Sicherheitsvorschriften. Ebenfalls im Keller gab es Aufenthaltsräume für Angestellte und einen Waschraum. Beheizt wurde das Gebäude mit einer Warmwasserheizung mit Zentrifugalumwälzpumpe. Für den Geschäftsbereich standen insgesamt 543 Quadratmeter Fläche zur Verfügung, der umbaute Raum maß 12.220 Kubikmeter.

### Fusion und Auflösung 1932
Die durch die Folgen des Börsencrashs 1929 entstandene Finanzkrise führte im April 1932 zu einer Sanierung der beiden genossenschaftlich geführten Essener Mittelstandsbanken Altendorfer Kreditbank und Essener Bank, die folglich miteinander fusionierten. Der Geschäftsverkehr beider konnte weiter aufrechterhaltenen werden. Das aus der Fusion beider Banken entstandene Unternehmen firmierte nun unter dem Namen Essener Bank eGmbH. Dieses schloss Ende 1932 nach zwei aufeinander folgenden Zahlungseinstellungen aufgrund hoher Verluste als letztes genossenschaftliches Geldinstitut der Stadt Essen. Das Hauptgebäude der Altendorfer Kreditbank in Frohnhausen fiel den Zerstörungen im Zweiten Weltkrieg zum Opfer.